# Аликазган
Аликазган — бывшее село в Бабаюртовском районе Дагестана. С 1940-х по 1957 год центр Аликазганского сельсовета.

## Географическое положение
Располагалось на правом берегу реки Терек (Аликазган), в районе нынешнего Крайновского моста.

## История
Село образовано русскими переселенцами в конце XIX века. Выбор места для будущего села, по-видимому, был связан с обилием рыбы, водившейся в тогда ещё небольшом рукаве реки Терек — Аликазгане и в Аграханском заливе. С начала XX века в селе также начинают селиться ногайцы, переходившие на оседлый образ жизни. К началу 1940-х годов Аликазган представлял собой крупное, богатое село, центр Аликазганского сельсовета. Помимо рыбной ловли жители занимались садоводством. В середине 1950-х годов село было «смыто» паводком, прошедшим по реке Терек. Населенный пункт не был восстановлен, а его жителей расселили по соседним селам. Указом ПВС ДАССР от 26.02.1957 года сельский совет был переименован в Новокосинский (центр перенесен в село Новая Коса), а само село ликвидировано.

## Население
По данным на 1939 год рыбзавод Аликазган входил в состав Бакил-Кубского сельсовета, в нем проживало 42 человека (23 мужчины и 19 женщин).